# Vườn quốc gia Tây Bali
Vườn quốc gia Tây Bali (trong tiếng Indonesia: Taman Nasional Bali Barat) nằm trên bờ tây bắc của đảo Bali, Indonesia. Vườn quốc gia này có diện tích khoảng 190 km vuông (73 dặm vuông), trong đó có 158 km vuông (61 dặm vuông) là đất và phần còn lại là biển. Vườn quốc gia Tây Bali chiếm khoảng 5% tổng diện tích đất của đảo Bali. Ở phía bắc, nó bao gồm một bãi biển dài 1.000 mét (3.300 ft), rạn san hô và các đảo nhỏ. Một cảng biển tại Gilimanuk là phần phía tây của vườn quốc gia còn làng Goris là về phía đông. Vườn quốc gia có thể đến bằng đường bộ từ Gilimanuk và Singaraja, hoặc bằng cách sử dụng phà từ Ketapang, Java.
Vườn quốc gia Tây Bali bao gồm các môi trường sống như savan, rừng ngập mặn, rừng gió mùa hỗn hợp và núi cao, và các đảo san hô. Trung tâm của vườn quốc gia bị chi phối bởi tàn dư của bốn ngọn núi lửa từ thế Pleistocen, với Patas Gunung cao 1.412 mét (4.633 ft) là điểm cao nhất trong vườn quốc gia.

## Động thực vật
Khoảng 160 loài có thể được tìm thấy bên trong vườn quốc gia, trong đó có bò banteng, nhạn bụng trắng, vàng anh gáy đen, chim khách, diều hoa Miến Điện, yến mào, yểng quạ, đồi mồi, mang Ấn Độ, sẻ Java, voọc Java, dơi quạ lớn, mèo báo, già đẫy Java, bách thanh đuôi dài, cò lạo xám, nhạn đuôi đen, nhạn bụng xám, nai Sunda, Todiramphus sanctus, cú muỗi lưng xám, sả mỏ rộng, kỳ đà hoa, lợn rừng, bông lau mày trắng và loài cực kỳ nguy cấp sáo Bali.
Về thực vật, nơi đây có một số loài quý hiếm, chẳng hạn như: Pterospermum diversifolium, Antidesma bunius, Bằng lăng, Steleochocarpus burahol, Santalum album, Aleurites moluccana, Sterculia Foetida, Schleichera oleosa, Dipterocarpus hasseltii, Garcinia dulcis, Alstonia scholaris, Manilkara kauki, Dalbergia latifolia và Cassia fistula.

## Hình ảnh

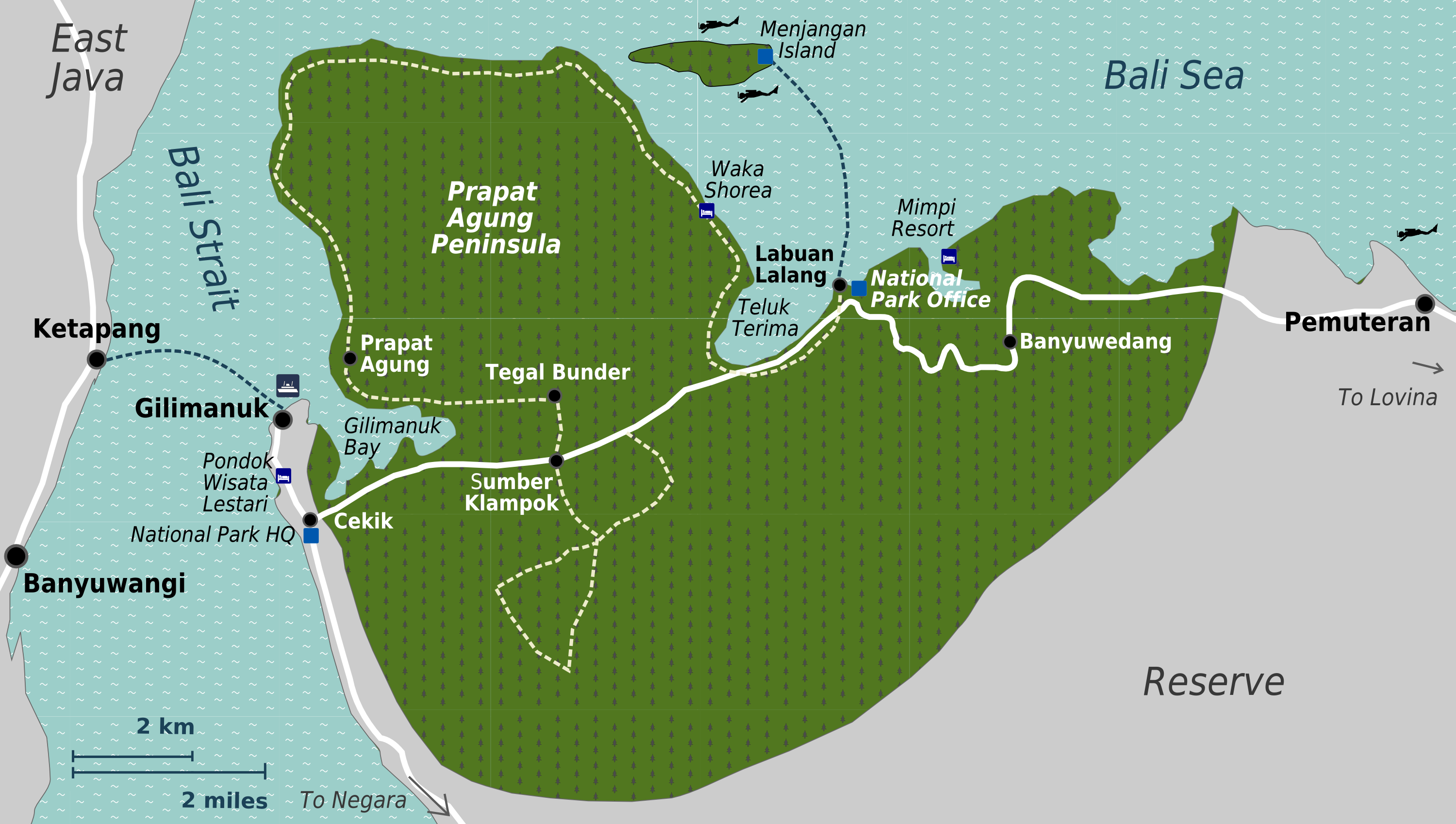
Bản đồ của Vườn quốc gia Tây Bali
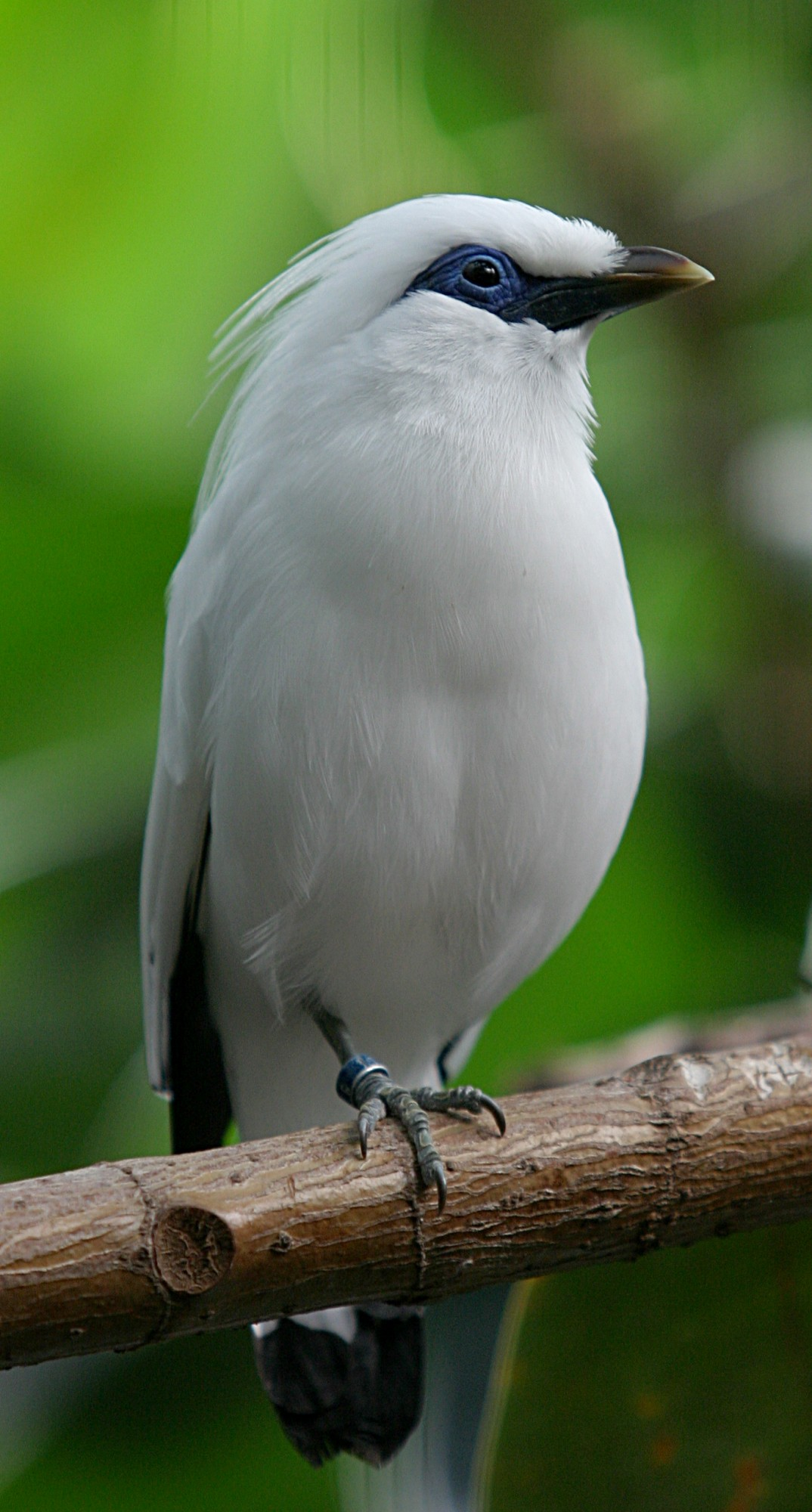
Vườn quốc gia này là thành trì cuối cùng của loài sáo Bali đang bên bờ vực tuyệt chủng
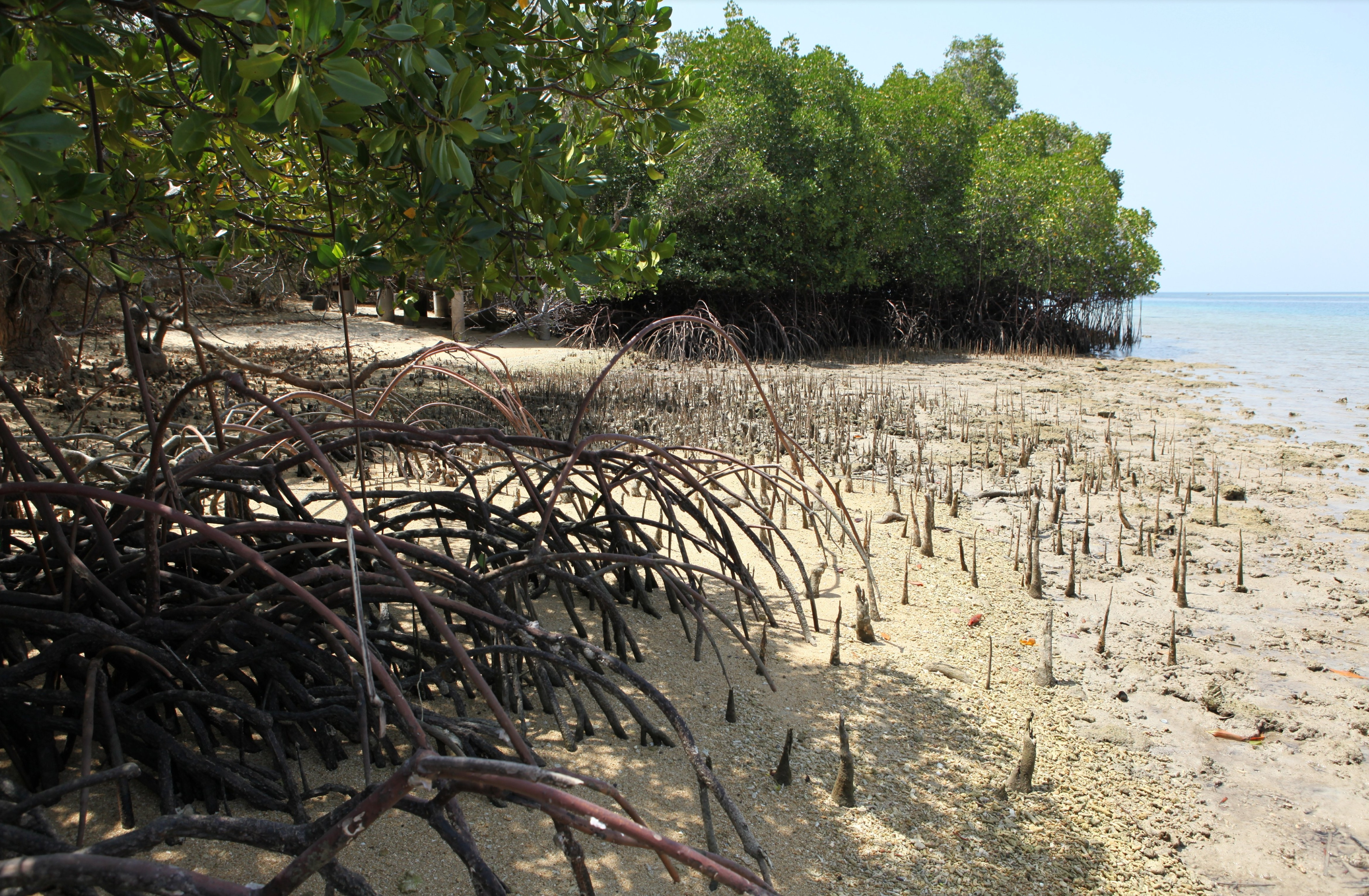
Rừng ngập mặn tại Vườn quốc gia Tây Bali